# هجوم حلب (يوليو–أغسطس 2016)
يشير هجوم حلب (يوليو–أغسطس 2016) إلى عملية عسكرية أطلقت على الضواحي الجنوبية من حلب في نهاية يوليو 2016 من قبل قوى المتمردين في سوريا. الهدف من الهجوم كان إقامة خط إمداد جديد إلى داخل مدينة حلب، بعد أن قطع هجوم سابق للجيش كل منافذ المتمردين إلى حلب.

## الهجوم

### الهجوم الأول للمُعارضة
في 31 يوليو، أطلق جيش الفتح هجوم في جنوب وشمال حلب في محاولة لرفع الحصار عن المناطق الخاضعة لسيطرة المتمردين في المدينة. أفيد بوقوع قتال عنيف عند طريق الكاستيلو، في حين تمكن المتمردون من السيطرة على مدرسة الحكمة وتلتين عند الضواحي الجنوبية من حلب، اللّتين شكلتا خط دفاع متقدم للجيش، بعد أن هاجم انتحاريان بسيارة مفخخة مواقع الحكومة في حي الراشدين. وقد دمر التفجيران الانتحاريان المدرسة السابقة إلى حد كبير. يُقال أن هجوم المتمردين الواسع النطاق شمل 8،000–10،000 مقاتل، 95 دبابة، المئات من قاذفات الصواريخ وعدد كبير من الانتحاريين. بحلول المساء، سيطر المتمردون أيضًا على قرية العامرية ووصلوا إلى مشروع الحمدانية 1070 شقة حيث استمر القتال. وفي هذه المرحلة، بدأت القوات الجوية الروسية بتنفيذ ضربات جوية مكثفة في محاولة للتصدي لهجوم المتمردين. أثناء الليل، جرى أيضًا الاستيلاء على مشروع الحمدانية 1070 شقة من قبل المتمردين. تحول بعدها القتال إلى أكاديمية الأسد العسكرية.
في الصباح التالي، وصلت تعزيزات الحكومة إلى أكاديمية الأسد العسكرية، وبدأ بعد ذلك الجيش هجوماَ مضاداَ ويفاد أنه تمكن من قطع الطريق ين مدرسة الحكمة ومشروع 1070 شقة، تاركاً المتمردين محاصرين عند منطقة 1070 شقة. ثم بدأ هجوم على مشروع 1070 شقة. ومع ذلك، في وقت لاحق من ذلك اليوم، تقدم المتمردون مجدداً وأحكموا سيطرتهم على قرية المشرفة (المعروفة أيضًا باسم الشرفة)، التي تقع على تلة مطلة على الأكاديمية العسكرية. في وقت لاحق من ذلك المساء، أطلق هجوم جديد مضاد للجيش، وتمكن الجيش من استعادة السيطرة على حي مشروع 1070 شقة، وتلة واحدة، ومصنع. وفي مكان آخر، أطلق الجيش مدعوماً بقصف مكثف من القوات الجوية الروسية هجوماً كبيراً على مخيم حندرات. تكهن البعض أن السيطرة المحتملة للحكومة على مخيم حندرات سوف ينشئ طريق إمداد جديد إلى أحياء غرب حلب. وفي الوقت نفسه، يفاد أن القوات الكردية رفضت عرضاً من بعض جنود الحكومة ينص على مغادرة المقاتلين الأكراد للجزء الخاضع لسيطرة وحدات حماية الشعب في حلب.

### هجوم الجيش المضاد وهجوم المتمردين على الراموسة ومدرسة المدفعية
في 2 أغسطس، واصل الجيش مسعاه لاستعادة الأرض وتمكن من استعادة عدة مواقع أخرى في محيط مشروع 1070 شقّة، وكذلك حي العامرية وتلّتين آخرتين. ومع ذلك، شن المتمردون في وقت لاحق من اليوم هجومًا على حي الراموسة، حيث قامت العصابات المسلّحة بتفجير نفقين تحت مبانٍ كانت القوات الحكومية تستخدمها كثكنات. بعد ذلك، أحرزَ المتمردون داخل حلب تقدمًا إلى الراموسة، في محاولة للالتفاف حول الأكاديمية العسكرية. سيطر المتمردون أيضًا على قرية الحويز وعلى تلّة قُرب العامرية. في الوقت نفسه، على الطرف الغربي من حلب، استولى المتمردون على منطقة مناشير منيان. ومع ذلك، فقد تبين أن مقاتلي المُعارضة وقعوا في فخ عندما استدعى الجيش الطائرات الروسية لشنّ أربع غارات دقيقة على المنطقة، مما أسفر عن مقتل 38 متمردًا وإجبار الآخرين على الانسحاب. وفي الوقت نفسه، شنّت القوات الجوية الروسية ضربات شديدة على ميليشيات المتمردين مما أدى لإبطاء هجومهم على الراموسة. تم في نهاية المطاف صدّ الهجوم على الراموسة مع إحراز الجماعات المسلّحة لمكاسب قليلة في بعض المناطق، التي استعادها الجيش الوطني لاحقًا، كما تمكن الجيش من استعادة الحويز والتلال المحيطة. مع استمرار القتال العنيف في جنوب غرب حلب، أفادت الأنباء أن القوات الحكومية أمّنت 30٪ من مخيم حندرات في شمال شرق المدينة خلال ذلك اليوم. خلال القتال، تكبدت قوات المتمردين خسائر فادحة إضافة لمقتل عدد من قادتها. كانت هناك مزاعم من مؤيدي الحكومة بأن المتمردين استخدموا الأسلحة الكيماوية خلال هجماتهم. وذُكر أن المتمردين قد أغضبهم عدم إحراز تقدم في كل من مشروع 1070، الأكاديمية العسكرية، منطقة المناشير وحي الراموسة. وكانوا يستعدون لهجوم رابع ضد الخطوط الحكومية يشمل المزيد من الانتحاريين بسيارات مفخخة.
بحلول 3 أغسطس، استعاد الهجوم المضاد للجيش 5 من أصل 8 مواقع فقدت منذ بداية هجوم المتمردين، بما في ذلك القريتين واثنين من قمم التلال. كان المتمردون لا يزالون يسيطرون على قرية واحدة وأربعة قمم تلال. وعند هذه النقطة، قرر قادة المتمردين التخلي عن هجومهم المزمع من قبل على ست مراحل، لمراجعة المناورات العسكرية المستقبلية في المنطقة، مع وضع خطط لموجة الهجوم التالية.
في 4 أغسطس، شنّ المتمردون هجومهم الرابع الذي استهدف حيي الراموسة والعامرية. وقد نجحوا في الاستيلاء مرة أخرى على العامرية. وفي الوقت نفسه، كان الجيش لا يزال يحاول استعادة كل من مشروع 1070 شقة ومدرسة الحكمة بدعم من الغارات الجوية الروسية.
في 5 أغسطس، استعاد الجيش كل النقاط التي خسرها في اليوم السابق، بما في ذلك العامرية. في وقت لاحق، بدأ هجوم للمتمردين على الأكاديمية العسكرية، حيث هاجم انتحاريان مواقع حكومية. تسببت التفجيرات الانتحارية، المدعومة بنيران المدفعية الثقيلة للمجموعات المسلحة، بإرباك القوات الحكومية، وخلقت فرصة للمتمردين لدخول قاعدة الأكاديمية والاستيلاء على جزء منها. ومع ذلك، تمكنت الغارات الجوية الثقيلة من توفير وقت كاف لقوات الجيش لإعادة تجميع صفوفها، مما أدى لدفع المتمردين خارج القاعدة وصدّ الهجوم في النهاية. ومع ذلك، تمكّن المتمردون من اختراق جزء في الطرف الجنوبي للأكاديمية العسكرية. وفي الوقت نفسه، تمكنت القوات الحكومية من الاستيلاء على مصنع الصلب بعد اشتباكات مع المتمردين في مخيم حندرات.

### هجوم المتمردين على مدرسة المدفعية وكسر الحصار
في 6 أغسطس، بعد هجوم جديد، سيطر المتمردون على مدرسة التسليح ومعظم مدرسة المدفعية، وبالتالي أكثر من نصف الأكاديمية العسكرية. وقد استخدمت مدرسة المدفعية كقاعدة مدفعية. استمر القتال في المدرسة الفنية الجوية، حيث تم صد المتمردين في نهاية المطاف.
بعد مرور وقت قصير على التقدم الذي أحرزوه في الأكاديمية العسكرية، تقدم المتمردون داخل حلب وخارجها إلى حي الراموسة، وقاموا بإنشاء روابط حتى استولوا عليه. ومع هذا التقدم، تمكن المتمردون من قطع خط إمدادات الحكومة إلى الجزء الذي تسيطر عليه الحكومة من غرب حلب، وأعلنوا أن حصار الجيش على شرق حلب الذي يسيطر عليه المتمردون قد تم كسره. غير أن خط إمدادات المتمردين الجديد لا يزال تحت نيران المدفعية من الجيش، ويتعرض للقصف الجوي، مما يجعل كلا الجانبين قيد الحصار أساسا. ومنذ بدء هجوم المتمردين، قُتل ما لا يقل عن 130 مدنيًا، معظمهم من جراء قصف المتمردين للمناطق التي تسيطر عليها الحكومة. كما مات 500 مقاتل من كلا الجانبين، معظمهم من المتمردين. وفي نهاية اليوم، كان المتمردون يسيطرون على قاعدة الأكاديمية العسكرية بأكملها، بعد أن أخذوا المدرسة الفنية الجوية، وحي الراموسة، في حين لا يزال الجيش يحتفظ بمصنع الأسمنت وأجزاء من المساكن العسكرية. واستولى المتمردون على عدد من المركبات المدرعة وكمية من الذخيرة لم يُفصَح عنها أثناء الاستيلاء على الأكاديمية العسكرية، على النحو المبين في تسجيلات في اليوم التالي. وأصدرت "فتح حلب" بيانًا وعدت فيه بالعفو عن الذين بقوا في منازلهم، وفي المسجد أو في الكنيسة، أو الذين ألقوا أسلحتهم.

### أعقاب الهجوم – حصارا جديدا
استؤنف الحصار المفروض على حلب الشرقية عندما استعادت القوات الحكومية الأكاديمية العسكرية في 4 سبتمبر.